# Grebenișu de Câmpie
Grebenișu de Câmpie – wieś w Rumunii, w okręgu Marusza, w gminie Grebenișu de Câmpie. W 2011 roku liczyła 1068 mieszkańców.